# Emma Goldman

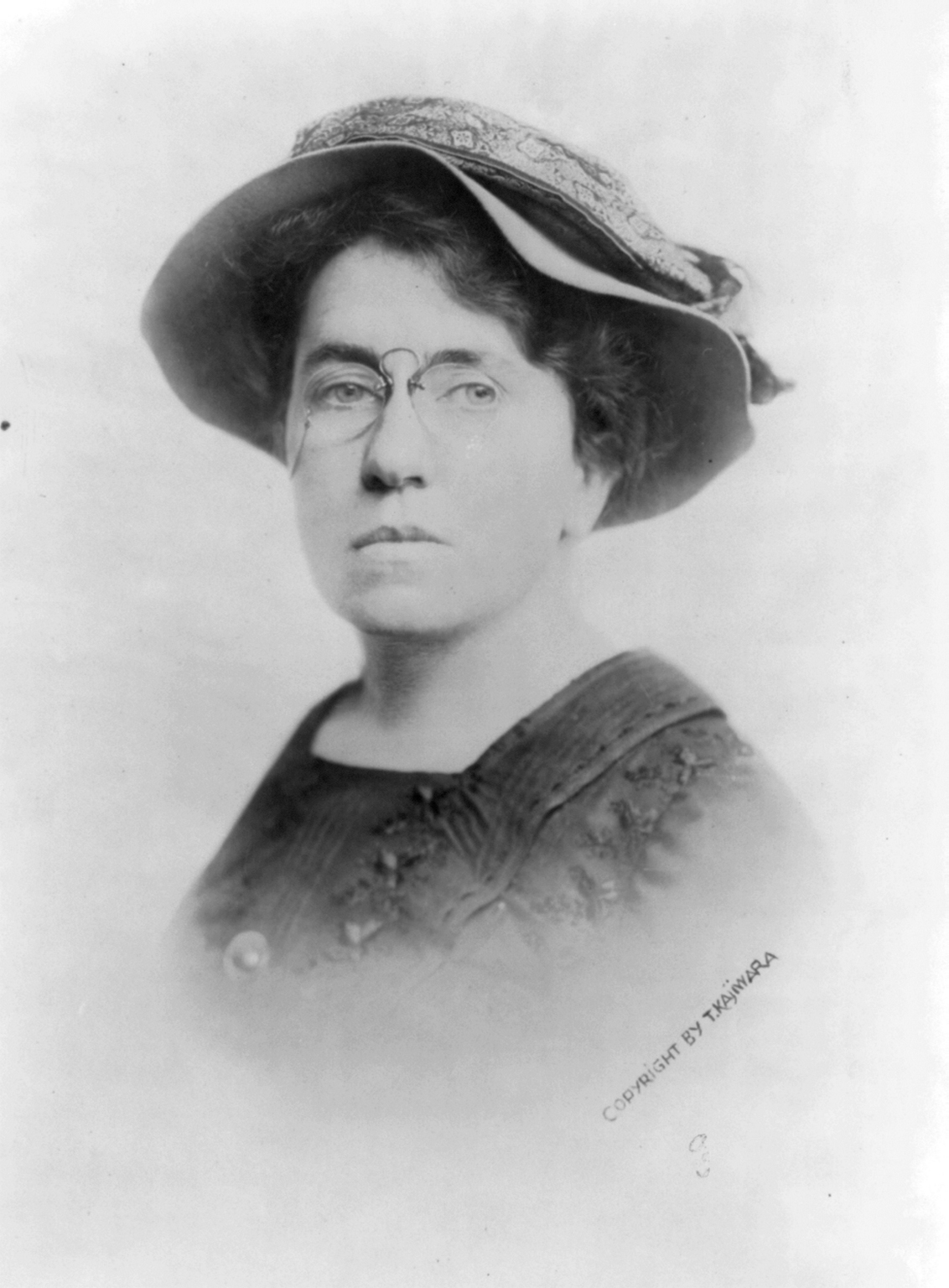
Emma Goldman (1910)

Emma Goldmans Signatur

Emma Goldman (geboren am 15. Junijul. / 27. Juni 1869greg. in Kowno, Russisches Kaiserreich; gestorben am 14. Mai 1940 in Toronto, Kanada) war eine US-amerikanische Anarchistin, Friedensaktivistin, Antimilitaristin, Atheistin und feministische Theoretikerin.
Goldman spielte eine entscheidende Rolle bei der Entwicklung einer anarchistischen politischen Philosophie in den USA und in Europa in der ersten Hälfte des 20. Jahrhunderts. Sie emigrierte im Alter von 17 Jahren in die USA und wurde später nach Russland deportiert, wo sie Zeugin der Auswirkungen der Russischen Revolution von 1917 wurde. Sie verbrachte einige Jahre in Südfrankreich, wo sie ihre Autobiographie Gelebtes Leben und andere Werke verfasste, ehe sie 1936 am Spanischen Bürgerkrieg als Vertretung der Londoner Sektion der Federación Anarquista Ibérica teilnahm. Sie gilt als herausragende Figur sowohl des amerikanischen Anarchismus als auch der frühen amerikanischen Friedensbewegung. Ihre Schriften beschäftigen sich mit einer Vielzahl von Themen, darunter Gefängnissen, Atheismus, Redefreiheit, Militarismus, Kapitalismus, Ehe, Freie Liebe und Homosexualität. Sie fand neue Wege, die Geschlechterfrage in den Anarchismus zu integrieren.

## Leben

### Frühe Jahre

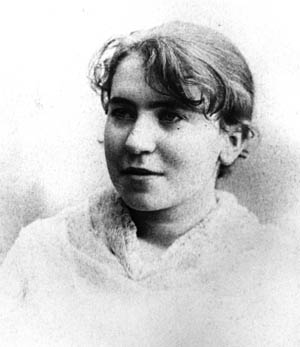
Emma Goldman, 1886

Emma Goldman, Tochter eines jüdischen Theaterdirektors, wuchs zunächst in Kowno im Russischen Reich (heute Kaunas, Litauen) auf. Sie hatte zwei Halbschwestern, Helena und Lena, und zwei jüngere Brüder, Herman und Morris. Vom siebten Lebensjahr an lebte sie bei ihrer Großmutter im ostpreußischen Königsberg, wo sie die Realschule besuchte. In der Zeit der politischen Unterdrückung nach dem Attentat auf Zar Alexander II. zog sie im Alter von 13 Jahren mit ihrer Familie nach Sankt Petersburg. Dort arbeitete sie in einer Fabrik als Korsettmacherin und kam in Kontakt mit revolutionären Ideen und mit Arbeiten revolutionärer Anarchisten einschließlich der Geschichte der politischen Attentate im zaristischen Russland. Goldman kam an eine Kopie von Nikolai Tschernyschewskis Schrift Was tun?, welche den Grundstein für ihre eigenen anarchistischen Ideen und ihre unabhängige Einstellung bildete.

### Auswanderung nach Amerika
Mit 17 Jahren emigrierte Emma Goldman mit ihrer älteren Schwester Helene (geboren 1860) nach Rochester, New York, um bei ihrer Schwester Lena (geboren 1862) zu leben. Dort arbeitete sie einige Jahre in einer Textilfabrik und heiratete 1887 ihren Arbeitskollegen Jacob Kershner, wodurch sie die amerikanische Staatsbürgerschaft erhielt.
Die Hinrichtung von vier Anarchisten nach der Haymarket-Affäre (1886) politisierte die junge Emma Goldman im Alter von 20 Jahren und trieb sie zur anarchistischen Bewegung.
Nachdem sich der Aufruhr im Zuge der Hinrichtung gelegt hatte, verließ Goldman Mann und Familie und reiste zunächst nach New Haven, Connecticut, und dann nach New York. Goldman und Kershner ließen sich scheiden. Inspiriert von den feurigen Reden des Johann Most und von den Rufen nach einem gewalttätigen Kampf nach dem Haymarket Riot wurde Goldman von der Notwendigkeit des Attentates überzeugt. Das hieß die Anwendung gezielter Gewalt, einschließlich der Ermordung politisch wichtiger Persönlichkeiten als ein notwendiges Instrument, um politischen und sozialen Wandel herbeizuführen, im Sinne der anarchistischen Propaganda der Tat.

### New York und der Homestead-Streik
In New York traf Goldman ihren späteren zeitweiligen Lebenspartner und lebenslangen Freund Alexander Berkman, eine damals herausragende Gestalt der US-amerikanischen Anarchisten, mit dem sie bis zu seinem Tod 1936 zusammen blieb. Unter dem Einfluss von anarchistischen Schriftstellern wie Johann Most gelangten die beiden zu der Überzeugung, dass die direkte Aktion, einschließlich der Anwendung von Gewalt, als „Propaganda der Tat“ für den revolutionären Wandel notwendig war.
Goldman und Berkman waren über den Homestead-Streik sehr erregt, bei dem Streikende 1892 das Werk der Carnegie Steel Company in Homestead (Pennsylvania) besetzt und die Werksführung ausgeschlossen hatten. Als Pinkerton-Detektive die Rückeroberung der Fabrik und die Vertreibung der Streikenden versuchten, brach eine Revolte aus, die den Tod mehrerer Männer zur Folge hatte. Mit Goldmans Unterstützung entschied Berkman, die Streikenden durch die Ermordung des Werksleiters Henry Clay Frick zu unterstützen. Berkman drang in Fricks Büro ein, schoss dreimal auf ihn und stach mit einem Messer auf ihn ein. Frick überlebte, und Berkman wurde wegen Mordversuchs zu 22 Jahren Haft verurteilt, wovon er wegen einer Amnestie nur zwei Drittel zu verbüßen hatte.
Wie Goldman später in ihren Memoiren bekannte, war sie sich der Absichten Berkmans völlig bewusst:

„Wir waren schockiert. Wir erkannten sofort, dass die Zeit unseres Manifests verstrichen war. Worte hatten ihre Bedeutung angesichts des unschuldigen Blutes verloren, das an den Ufern des Monongahela vergossen wurde. Intuitiv fühlten beide, was im Herzen des anderen hervorquoll. Sascha [Alexander Berkman] brach das Schweigen. ‚Frick ist der verantwortliche Faktor in diesem Verbrechen‘, sagte er, ‚er muss dafür zur Verantwortung gezogen werden‘. Es war der psychologische Moment für ein Attentat; das ganze Land war in Erregung und jeder betrachtete Frick als den Schuldigen an einem kaltblütigen Mord. Ein Schlag gegen Frick würde in der ärmlichsten Hütte ihren Widerhall finden, würde die Aufmerksamkeit der ganzen Welt auf den wirklichen Grund für den Homestead-Streik lenken. Es würde auch Angst in die Reihen des Feindes tragen und sie erkennen lassen, dass das Proletariat Amerikas seine Rächer hatte.“

We were stunned. We saw at once that the time for our manifesto had passed. Words had lost their meaning in the face of the innocent blood spilled on the banks of the Monongahela. Intuitively each felt what was surging in the heart of the others. Sasha broke the silence. “Frick is the responsible factor in this crime,” he said; “he must be made to stand the consequences.” It was the psychological moment for an Attentat; the whole country was aroused, everybody was considering Frick the perpetrator of a cold-blooded murder. A blow aimed at Frick would re-echo in the poorest hovel, would call the attention of the whole world to the real cause behind the Homestead struggle. It would also strike terror in the enemy’s ranks and make them realize that the proletariat of America had its avengers.
Die Behörden gingen davon aus, dass Goldman bei der Planung dieses Anschlages beteiligt war, aber Berkman und die anderen Verschwörer weigerten sich, gegen sie auszusagen; daher wurde sie nicht angeklagt. Ihre Rechtfertigung Berkmans nach dem versuchten Mord und ihre späteren Versuche, seine vorzeitige Entlassung zu erwirken, machten sie bei den Behörden sehr unbeliebt. Berkman wurde 1906 auf Bewährung entlassen.
Zunächst waren Berkman und Goldman der Meinung, den Ideen ihres Mentors Johann Most zu folgen, aber sie wurden bald von ihm enttäuscht. Diese Enttäuschung war persönlich und politisch zugleich, da sich Goldman nicht nur zunehmend durch Most bevormundet fühlte, sondern außerdem dessen antisemitische Beleidigung („arrogant Russian Jew“) gegenüber Berkman erschüttert zurückwies. Wie Goldman ferner bemerkte, predigte Most „Gewaltakte von den Dächern herunter“ und wurde zu einem der lautstärksten Kritiker Berkmans nach dem Attentat. In der Zeitschrift Freiheit griff Most Goldman und Berkman an und behauptete, sie hätten mit dem Attentat auf Frick Sympathien für diesen erregen wollen. Die Historikerin Alice Wexler meint, dass Eifersucht auf Berkman oder eine gewandelte Auffassung zur Nützlichkeit politischer Anschläge hinter dieser Anklage stecken könnte. Mosts Anschuldigungen machten Goldman wütend und zwar nicht wegen seiner Andeutungen, dass sie am Attentat beteiligt war, sondern wegen seiner Kritik an dessen Nutzen und dass es Sympathie für Frick erregen sollte. Sie verlangte von Most, dass er seine Aussagen widerrufe oder diese beweise, was dieser verweigerte. Daraufhin brachte Goldman eine Peitsche zu seinem nächsten Vortrag mit. Als Most ablehnte, mit ihr zu sprechen, schlug sie ihm damit ins Gesicht, brach sie übers Knie und warf die Stücke nach ihm. Später bedauerte sie diesen Angriff, als sie sich einem Freund anvertraute: „Im Alter von 23 argumentiert man nicht.“
1893 freundete sich Goldman mit Hippolyte Havel an und begann, weite Reisen zu unternehmen, auf denen sie Reden für die libertäre sozialistische Bewegung hielt, oft finanziert vom IWW.

### Gefängnis
Im Jahre 1893 wurde Goldman wegen „Anstiftung zum Aufruhr“ zu einem Jahr im Roosevelt-Island-Gefängnis verurteilt. Sie hatte öffentlich Arbeitslose dazu aufgefordert, nach Arbeit zu verlangen. Wenn man ihnen keine Arbeit gebe, sollten sie nach Brot verlangen. Wenn sie weder Arbeit noch Brot erhielten, sollten sie das Brot nehmen. Bei dieser Aussage handelt es sich um eine Zusammenfassung des Prinzips der Enteignung, wie es vom Anarchisten Pjotr Alexejewitsch Kropotkin vertreten wurde. Ihre Verurteilung erfolgte trotz der Aussage von 12 Zeugen zu ihren Gunsten. Das Urteil der Jury beruhte einzig auf der Aussage eines Kriminalbeamten Jacobs. Während ihres Jahres im Gefängnis las Goldman von Justus Schwab zugesandte und aus der Gefängnisbibliothek entliehene Bücher (u. a. von Walt Whitman, Emerson, Thoreau und anderen englischsprachigen Autoren) und entwickelte ein großes Interesse an Krankenbetreuung, das sie später in den Wohnquartieren an der Lower East Side zur Anwendung brachte.

### Attentat auf Präsident McKinley

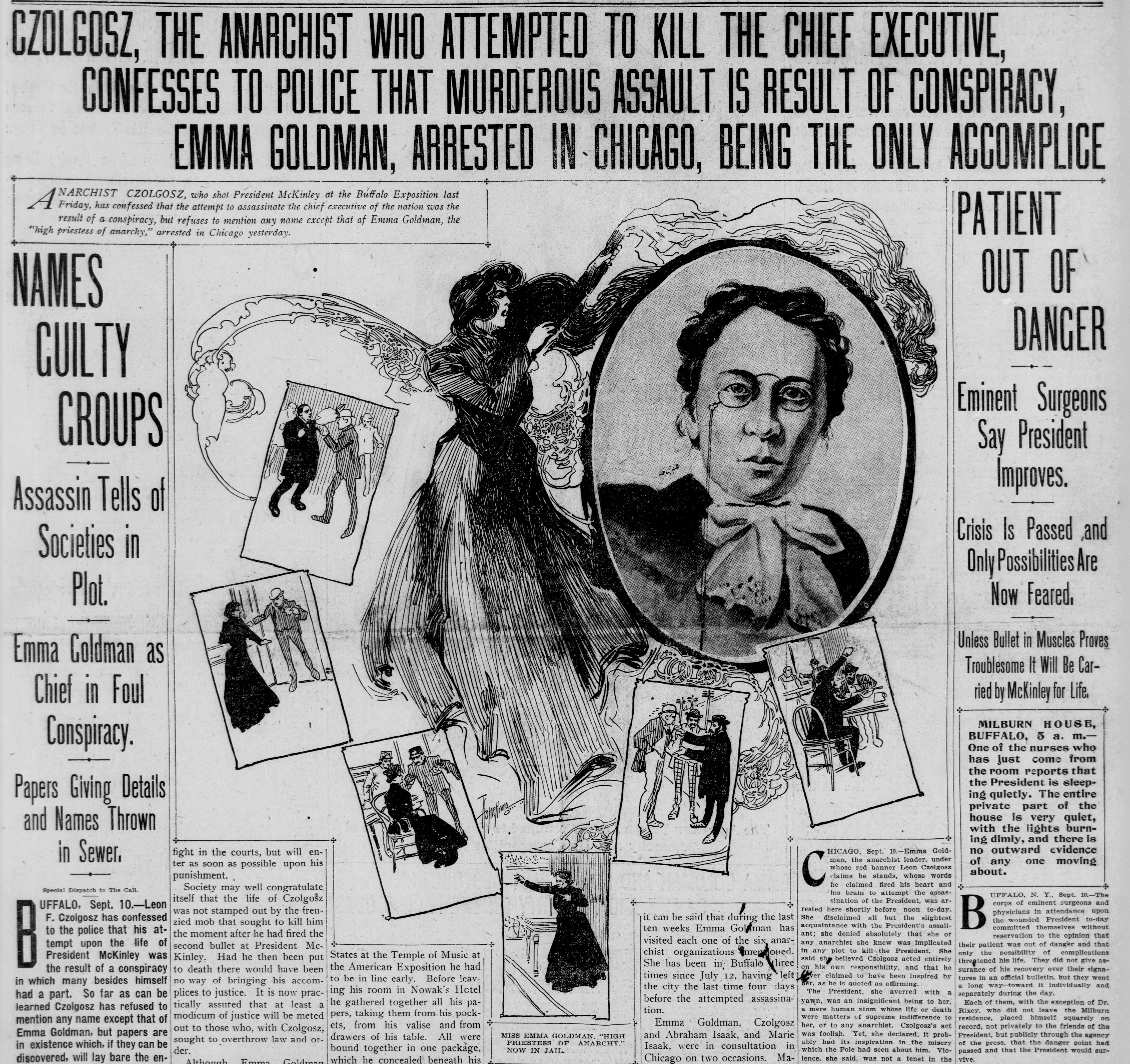
Sensationalistische Berichterstattung über Goldmans vermeintliche Beteiligung am Attentat

Der Anarchist Leon Czolgosz erschoss am 6. September 1901 den amerikanischen Präsidenten William McKinley, als dieser seine Hand schütteln wollte. Czolgosz und neun weitere Anarchisten, einschließlich Abe und Mary Isaak, wurden verhaftet. Goldman hatte Czolgosz einige Wochen zuvor kurz getroffen, als er sie um Rat für einen Studienvortrag über anarchistische Ideen fragte. Die Ermordung McKinleys und der sich schnell ausbreitende Gebrauch von Gewalt durch andere eingewanderte Anarchisten befleckten die Ziele des Anarchismus und brachten ihn in der öffentlichen Auffassung in Misskredit. Folglich suchten sich soziale und politische Bewegungen, wie z. B. die Arbeiterbewegung, für die sich die Anarchisten starkgemacht hatten, von ihnen zu distanzieren. Goldman wurde am 24. September wieder auf freien Fuß gesetzt, nachdem es den Behörden nicht gelungen war, sie und andere in direkten Zusammenhang mit dem Attentat zu bringen. Leon Czolgosz wurde verurteilt und hingerichtet.
Die Goldman-Biographin Candace Falk spekuliert, dass Goldman 1903 einen Sohn geboren haben könnte, der aber bei einer befreundeten Familie aufgewachsen sei und dessen Existenz Goldman verheimlicht habe.

### ZeitschriftMother Earth
Im Jahre 1906 veröffentlichte Goldman zusammen mit Berkman die Monatszeitschrift Mother Earth („Mutter Erde“), die sich mit dem Tagesgeschehen aus dem anarchafeministischen Blickwinkel befasste. Sie druckten darin Aufsätze u. a. von Friedrich Nietzsche und dem christlichen Anarchisten Leo Tolstoi, die beide wesentlichen Einfluss auf ihr Denken hatten. Über Nietzsche meinte Goldman: „Nietzsche war kein Sozialtheoretiker, sondern ein Dichter, ein Rebell und Neuerer. Seine hohe Klasse entsprang nicht seiner Geburt oder seinem Geldbeutel, sondern seinem Geiste. In dieser Hinsicht war Nietzsche ein Anarchist und alle wahren Anarchisten waren Aristokraten“ (Gelebtes Leben, 1931).

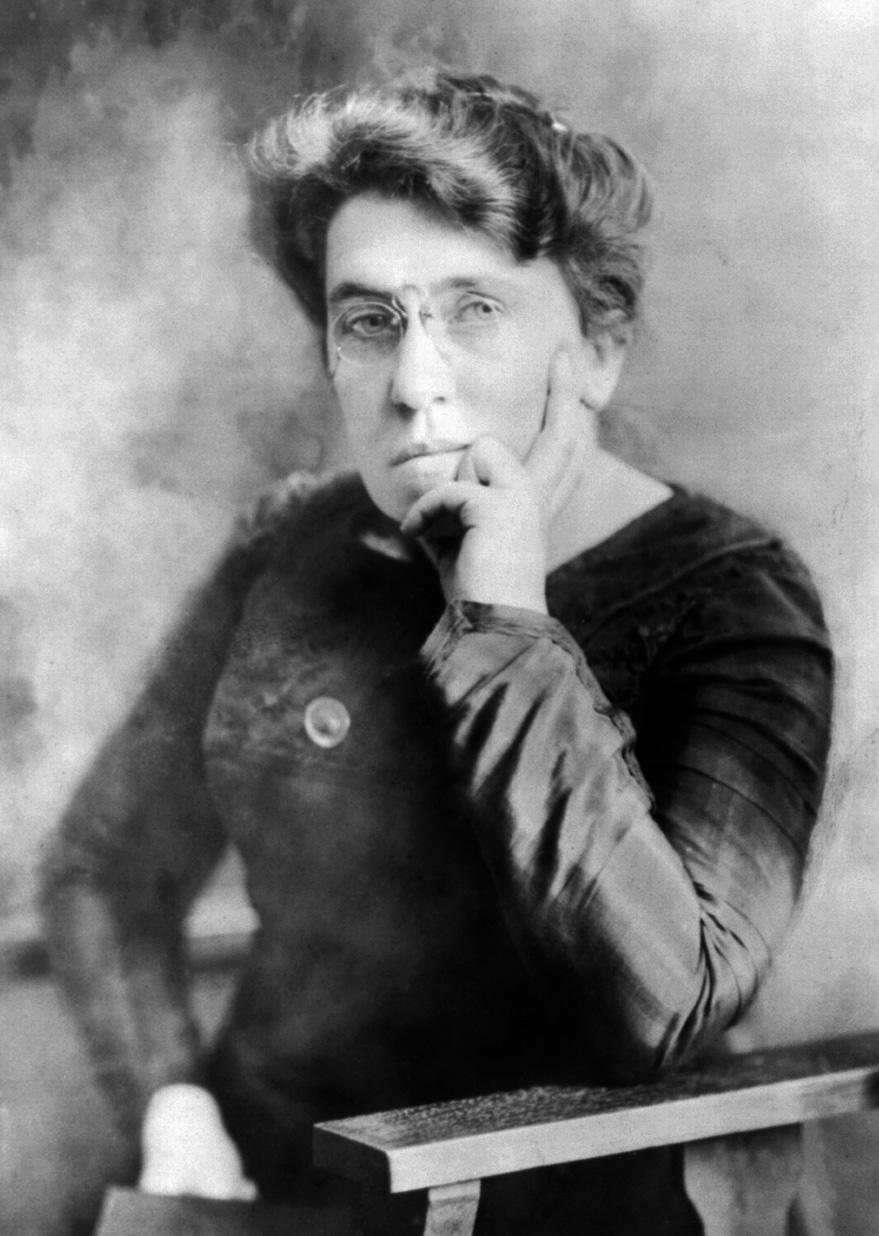
Emma Goldman sitzend, um 1911

Mit ihrer fortwährenden Propagierung anarchistischer und radikaler Ziele zog Goldman mehr und mehr die Aufmerksamkeit der Bundesbehörden auf sich. 1908 wurde ihre US-Staatsbürgerschaft widerrufen.
Auf Tour durch Amerika lernte Goldman 1908 in Chicago Benjamin Lewis Reitman (genannt Ben) kennen, einen jungen Arzt, der als Jugendlicher als Hobo gelebt hatte und sich seit seiner medizinischen Ausbildung für Arbeitslose einsetzte und Medizin unter Hobos, Prostituierten, Zuhältern und anderen gesellschaftlich stigmatisierten Gruppen praktizierte. Reitman bot sich als ihr Manager an und die beiden begannen eine intensive und leidenschaftliche Beziehung, die bis 1917 andauern sollte, aber von Reitmans Untreue und Unzuverlässigkeit, sowie den Spannungen zwischen ihm und anderen Mitgliedern aus Goldmans Zirkel geprägt war.

### Zweiter Gefängnisaufenthalt
Wie viele zeitgenössische Feministen betrachtete Goldman die Abtreibung als eine tragische Konsequenz sozialer Zustände und Geburtenkontrolle als positive Alternative. 1911 hatte sie in ihrer Zeitschrift geschrieben:

„Abtreibungen haben in Amerika unglaublich abschreckende Ausmaße angenommen … Die Not der Arbeiterklasse ist so groß, dass auf 100 Schwangerschaften 17 Abtreibungen vorkommen.“

Goldman begann über Geburtenkontrolle zu reden und wurde am 11. Februar 1916 nach einem Vortrag in New York festgenommen und im April zu einer Geldstrafe von 100 Dollar, alternativ 15 Tage Haft, verurteilt. Da sie sich aus prinzipiellen Erwägungen weigerte, eine Geldstrafe zu zahlen, wurde sie zur Verbüßung ihrer Haft ins Queens County Jail gebracht. Im Gefängnis freundete sich Goldman mit Gabriella Segata Antolini an, einer Anarchistin und Anhängerin Luigi Galleanis, den sie später persönlich treffen würde. Antolini war verhaftet worden, weil sie einen Rucksack mit Dynamit in einem Zug nach Chicago bei sich hatte. Sie hatte sich standhaft geweigert, irgendwelche Informationen preiszugeben, und saß dafür 14 Monate im Gefängnis.

### Erster Weltkrieg

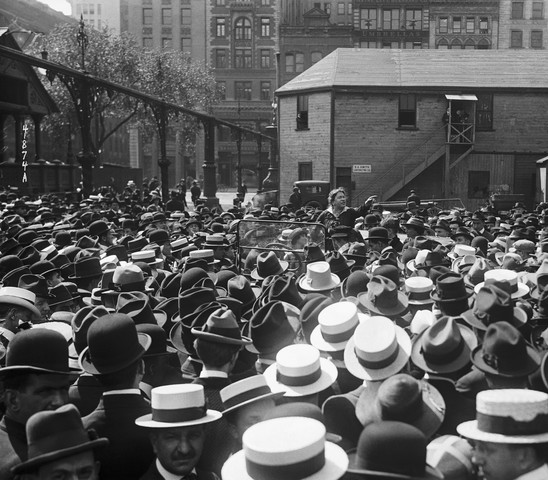
Goldman spricht auf dem Union Square, 21. Mai 1916

In den Kriegsjahren reiste Goldman weiterhin umher, hielt Reden gegen den Krieg und traf andere Mitglieder der radikalen Linken in Amerika. In Barre, Vermont, traf Goldman Luigi Galleani, einen, wie er sich selbst nannte, „Subversiven“ und Komplizen verschiedener anarchistisch-kommunistischer Gruppen. Er war Herausgeber der anarchistischen Zeitschrift Cronaca Sovversiva sowie einer detaillierten Anleitung zum Bomben basteln mit dem Tarntitel La Salute è in Voi („Das Heil liegt in Dir selbst“), die bei Anarchisten weite Verbreitung fand. Als „aufständischer Anarchist“ war Galleani vom gewaltsamen Umsturz der Regierung überzeugt. Goldman war sich dieser Tatsache voll bewusst. Dieses Treffen und der kurze Kontakt mit Galleani würde sie später noch verfolgen.

### Dritter Gefängnisaufenthalt
Goldman wurde 1917 erneut verhaftet und eingesperrt, dieses Mal wegen „Verschwörung zur Verhinderung der Einberufung zur Armee“. Goldman und Berkman waren beide bei der Bildung der „No Conscription Leagues“ („Liga gegen die Wehrpflicht“) beteiligt und organisierten Versammlungen gegen den Krieg. Goldman war davon überzeugt, dass der Militarismus besiegt werden müsse, um Frieden zu erzielen. In Anarchism and Other Essays (Anarchismus und Andere Schriften) schrieb sie: „Der größte Vorposten des Kapitalismus ist der Militarismus. Genau in dem Augenblick, in dem der letztere unterminiert wird, wird der Kapitalismus wanken“. Am 15. Juni 1917 verabschiedete der Kongress das „Espionage Act“ („Spionage Gesetz“), welches Strafen für Störungen der Außenpolitik und für Spionage vorsah. Demnach konnten hohe Geld- und Gefängnisstrafen bis zu 20 Jahren für jeden verhängt werden, der die Einberufung behinderte oder Illoyalität gegenüber der US-Regierung ermutigte.
Nachdem Goldman und Berkman weiterhin in Schriften und Reden die Bürger zur Verweigerung der Registrierung und der Einberufung aufforderten, schritten die Bundesbehörden ein. Die Redaktionsräume der Zeitschrift „Mother Earth“ wurden gründlich durchsucht und umfangreiche Akten und Abonnementlisten wurden beschlagnahmt. Eine Presseveröffentlichung des Justizministeriums lautete: „Eine Wagenladung anarchistischer Daten und Propagandamaterials wurde beschlagnahmt. Hierzu gehörte vermutlich ein komplettes Register der Freunde der Anarchie in den USA. Es wurde eine sauber geführte Kartendatei gefunden, von der die Bundespolizisten annehmen, dass sie die Identifizierungsarbeit von Personen erleichtert, die in verschiedenen Büchern und Zeitungen genannt werden. Die Abonnementslisten der Zeitschriften „Mother Earth“ und „The Blast“ mit 10.000 Namen wurden ebenfalls konfisziert.“ Goldman wurde wegen Vergehens gegen Bundesgesetze verurteilt und saß zwei weitere Jahre im Gefängnis.

### Ausweisung nach Russland

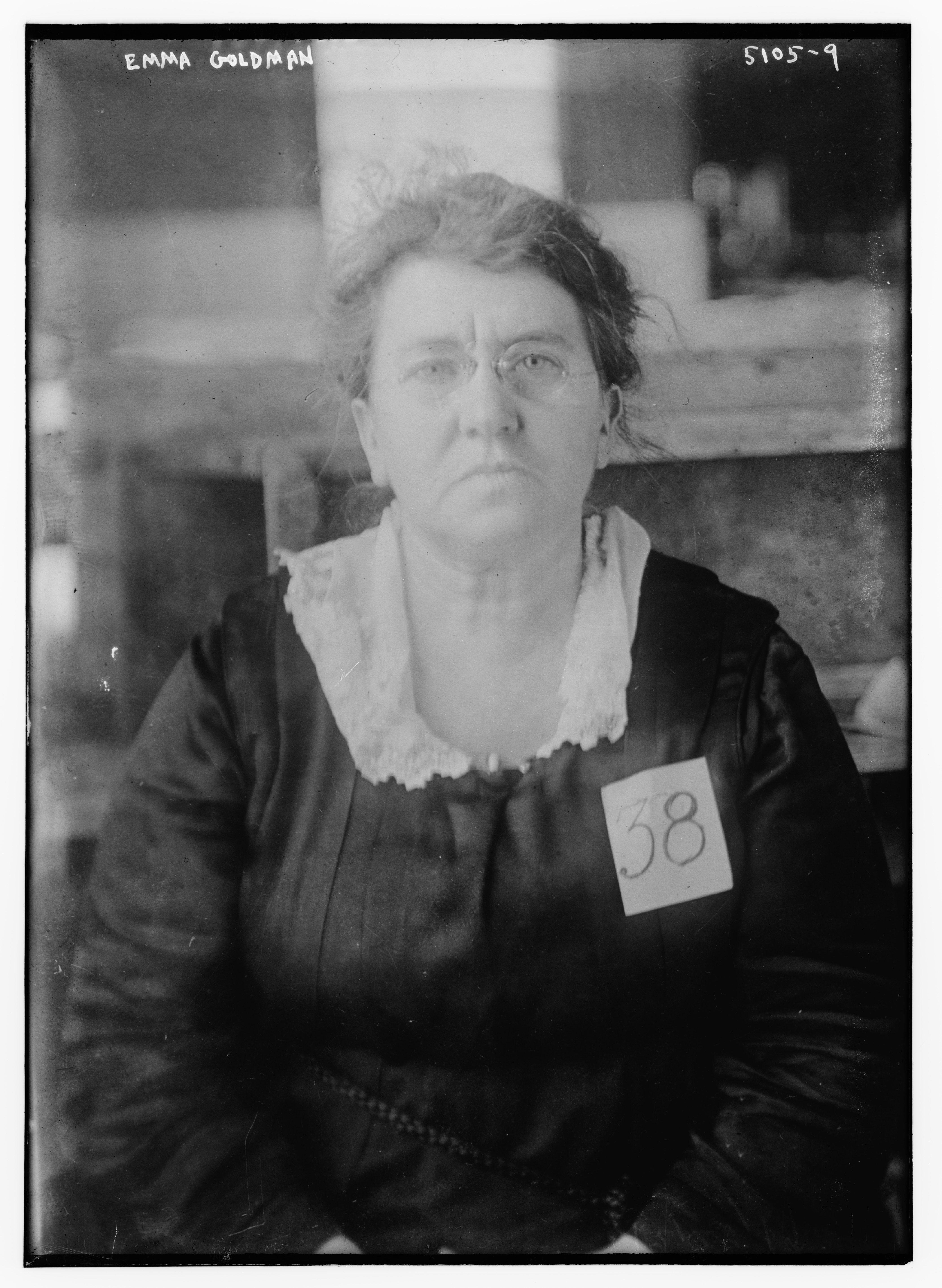
Deportationsfoto, 1919

Im Zuge der Palmer Raids wurden Tausende verhaftet und vielen drohte die Ausweisung. Ironischerweise waren es Goldmans detaillierte Karteien, die zur Ergreifung anderer Radikaler vermutlich mindestens ebenso beitrugen, wie die teilweise illegalen Maßnahmen der Regierung, wie Telefonabhören und Durchsuchungen ohne richterliche Anweisung. Nach der damaligen US-Gesetzgebung konnte auch Goldman, nachdem ihr die Staatsbürgerschaft aberkannt worden war, als „unerwünschte Ausländerin“ auf Grundlage des Sedition Act of 1918 („Aufwiegelungsgesetz“) und des Anarchist Exclusion Act sowie ihrer zweimaligen Verurteilung wegen krimineller Vergehen ausgewiesen werden. Bei der Anhörung wurden ihr ihre Kontakte mit bekannten Gewalt unterstützenden Radikalen, u. a. mit Luigi Galleani, vorgeworfen. Der Vertreter der Regierung bei dieser Anhörung war J. Edgar Hoover, der Goldman als „eine der gefährlichsten Anarchisten in Amerika“ bezeichnete. Sie wurde zusammen mit Berkman ausgewiesen. Viele der Radikalen aus ihren Karteien teilten das gleiche Schicksal mit ihnen.
Die Deportation fand Ende 1919 statt. Goldman und Berkman kamen zusammen mit anderen Ausgewiesenen russischer Herkunft auf die USAT Buford, die nach Sowjetrussland fuhr. Die beiden konnten bei ihrer Ankunft aus erster Hand die Nachwirkungen der Russischen Revolution von 1917 erfahren. Goldman war darauf vorbereitet, die Bolschewiki zu unterstützen, trotz der Spaltung der Anarchisten von den Kommunisten auf der Ersten Internationalen. Aber die politische Repression und die Zwangsarbeit widersprachen ihrer anarchistischen Einstellung.
Sie schrieb dazu in ihrer Autobiografie: „Wir sehnten uns nach lebendiger Arbeit, nach der Möglichkeit, aus der Fülle des Herzens zu schöpfen und unsere besten Eigenschaften und ganzen Kräfte in den Dienst der Revolution zu stellen“ und an anderer Stelle: „Wir brauchen unbedingt eine Arbeit. Allerdings nicht in einer offiziellen Stellung oder in einem Sowjetbüro.“ Sie erlebt jedoch Misswirtschaft, Doppelmoral, Korruption, Verfolgung von Anarchisten und die Beschneidung der Meinungsfreiheit. Von der Unterstützung der Krankenpflege in Hospitälern wird sie wegen ihrer Kritik am Parteisystem ausgeschlossen.
Die blutige Niederschlagung des Kronstädter Matrosenaufstandes 1921 durch die Rote Armee (unter der Führung von Leo Trotzki) entfremdeten Goldman und die anderen Anarchisten vollends von den Bolschewiki. Die Bolschewiki argumentierten, dass die streikenden Matrosen sich mit der Weißen Armee und französischen Monarchisten verschworen hatten, und damit eine schwerwiegende gegenrevolutionäre Macht darstellten. Daraufhin entstanden Goldmans Schriften My Disillusionment in Russia (Meine Enttäuschung über Russland) und My Further Disillusionment in Russia (Meine weitere Enttäuschung über Russland). Sie war auch völlig niedergeschlagen von den zahlreichen Zerstörungen und Toten infolge des Bürgerkrieges, in dem konterrevolutionäre Strömungen, unterstützt durch ausländische Regierungen, wie z. B. die USA und Japan, versuchten, den jungen kommunistischen Staat zu schwächen, ehe er seine Ideologie in andere Länder verbreiten konnte. Als Trotzki mit anderen Oppositionellen von Stalin am 17. Januar 1928 erst nach Alma-Ata (Kasachstan) verbannt und anschließend in die Türkei ausgewiesen wurde, führte Emma Goldman die öffentliche Auseinandersetzung mit ihm noch bis zu ihrem Tode fort.

### England und Frankreich
Ende 1921 verließen Goldman und Berkman Russland. Die Erfahrung prägte sie und sie veröffentlichte vom 26. März bis 4. April mehrere Artikel in der New York World, die die Parteidiktatur in Russland schilderten. In ihrer Autobiografie beschrieb sie ihre komplizierte Ausreise und ihre wenig erfolgreichen Versuche, der Welt vom „Irrweg der UdSSR“ zu erzählen. Das Streben zu einem freiheitlichen Kommunismus behielt sie bei.
Die Erfahrungen, wie die Bolschewiki an die Macht gelangt waren, hatten sie ihre frühere Überzeugung, dass der Zweck die Mittel heiligt, überdenken lassen. Goldman akzeptierte Gewalt als ein notwendiges Übel im Prozess der sozialen Transformation. Die Erfahrungen in Russland machten jedoch eine Differenzierung notwendig. Sie schrieb: „Ich weiß, dass jeder große politische und soziale Wandel in der Vergangenheit Gewalt bedingte. … Es ist jedoch eine Sache, Gewalt im Kampf als Mittel zur Verteidigung anzuwenden. Es ist eine ganz andere Sache, den Terrorismus zum Prinzip zu erheben, ihn zu institutionalisieren, ihm den obersten Rang im sozialen Kampf zuzuweisen. Solcher Terrorismus gebiert Konterrevolution und wird dabei selbst konterrevolutionär.“
Diese Ansichten waren unter den Radikalen nicht beliebt, denn die meisten wollten immer noch glauben, dass die russische Revolution ein Erfolg war. Als Goldman nach zweijährigen Aufenthalt in Deutschland, im September 1924 nach England zog, wo sie bei alten Freunden blieb, war sie in ihrer Verurteilung der Bolschewiki in der Linken faktisch allein und ihre Vorträge waren schwach besucht.
Im Jahre 1926 heiratete Goldman den schottischen Anarchisten James Colton (1860–1936), der ihr damit zur britischen Staatsbürgerschaft verhalf und sie vor einer drohenden Ausweisung rettete. Ihr wurde 1934 erlaubt, in die USA für eine Vortragsreihe wieder einzureisen, unter der Bedingung, dass sie sich öffentlicher politischer Diskussionen enthält.

Goldman zog nach Frankreich, wo Peggy Guggenheim Mittel für ein Ferienhaus in Saint-Tropez an der Côte d’Azur aufbrachte. Sie nannten ihr Haus „Bon Esprit“ („Guter Geist“). Dort konnte Goldman schreiben und korrespondieren, aber sie war isoliert. In Frankreich verfasste sie ihre Autobiographie: Living my Life, die 1930 fertiggestellt, 1931 veröffentlicht wurde. Die erste deutsche Fassung erschien erst 1978 unter dem Titel: Gelebtes Leben; 2010 wurde die Schrift erneut in Deutschland aufgelegt.

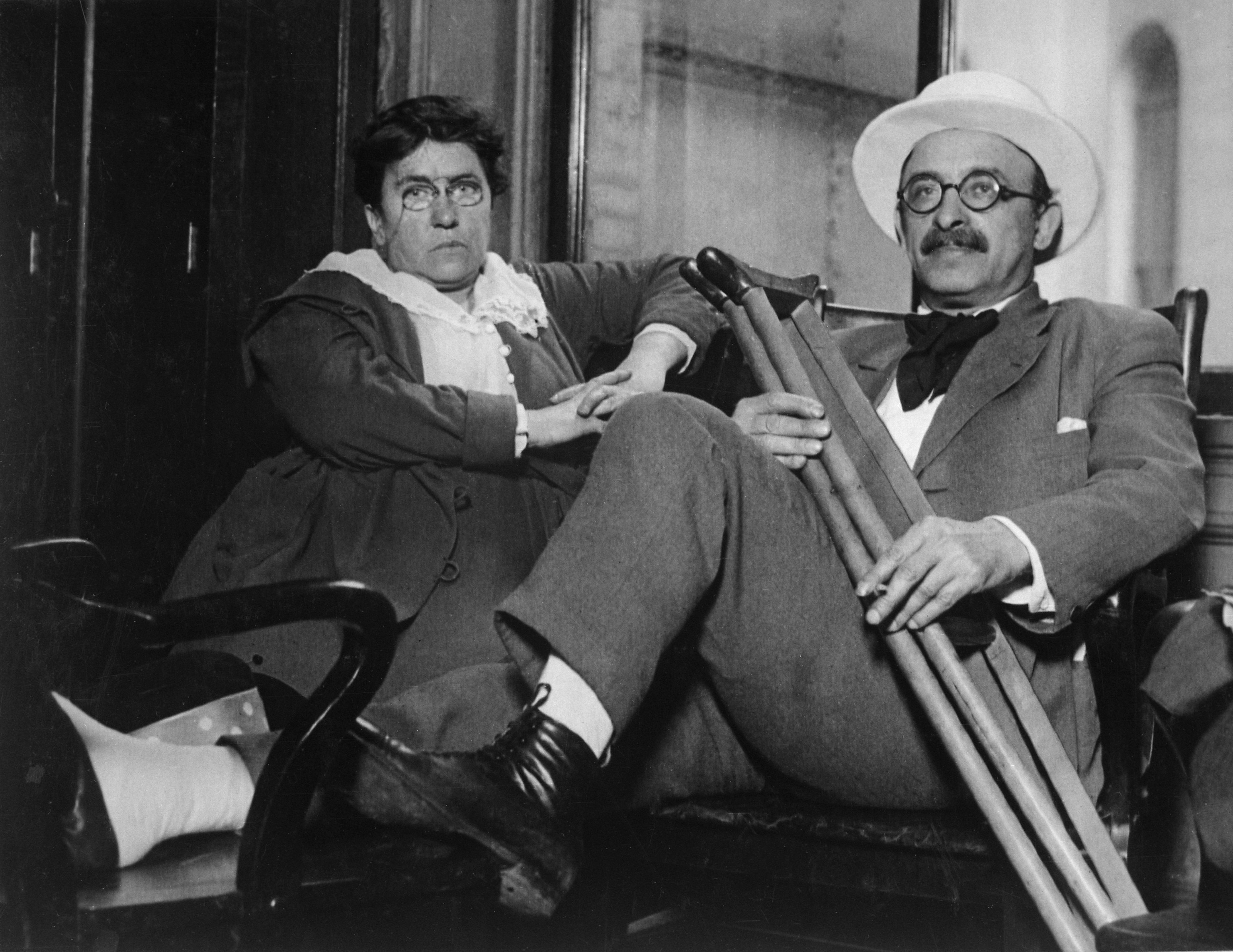
Emma Goldman mit ihrem langjährigen Freund Alexander Berkman

Im Frühjahr 1934 wurde ihr eine dreimonatige Vortragsreise in die USA bewilligt, anschließend blieb sie bis Mai 1935 in Kanada, ehe sie nach Frankreich zurückkehrte.
Berkman, der unweit von ihr in Nizza lebte und schon lange krank war, erschoss sich im Jahre 1936, kurz vor dem Ausbruch des Spanischen Bürgerkrieges. Goldman traf noch vor seinem Tod an seinem Sterbebett ein.

### Spanischer Bürgerkrieg
1936 ging Goldman nach Spanien, um der Spanischen Republik im spanischen Bürgerkrieg gegen die Franquisten zu helfen. Es passte zu ihrer Überzeugung, dass Freiheit aus dem Widerstand gegen Unterdrückung entsteht. Sie hatte in Anarchism and Other Essays (1911) geschrieben:

„Die Menschen würden politisch noch immer in absoluter Sklaverei verharren, wenn es die John Balls, die Wat Tylers, die Wilhelm Tells nicht gäbe, die unzähligen individuellen Giganten, die Schritt für Schritt gegen die Macht von Königen und Tyrannen kämpften.“

Kritik übte sie in scharfer Form am Regierungsbeitritt der Anarchisten im November 1936. In dieser Zeit schrieb sie den Nachruf auf den bekannten spanischen Anarchisten Buenaventura Durruti unter dem Titel: Durruti ist tot, aber er lebt, worin sie Percy Bysshe Shelleys Adonai reflektiert.

### Tod und Beerdigung

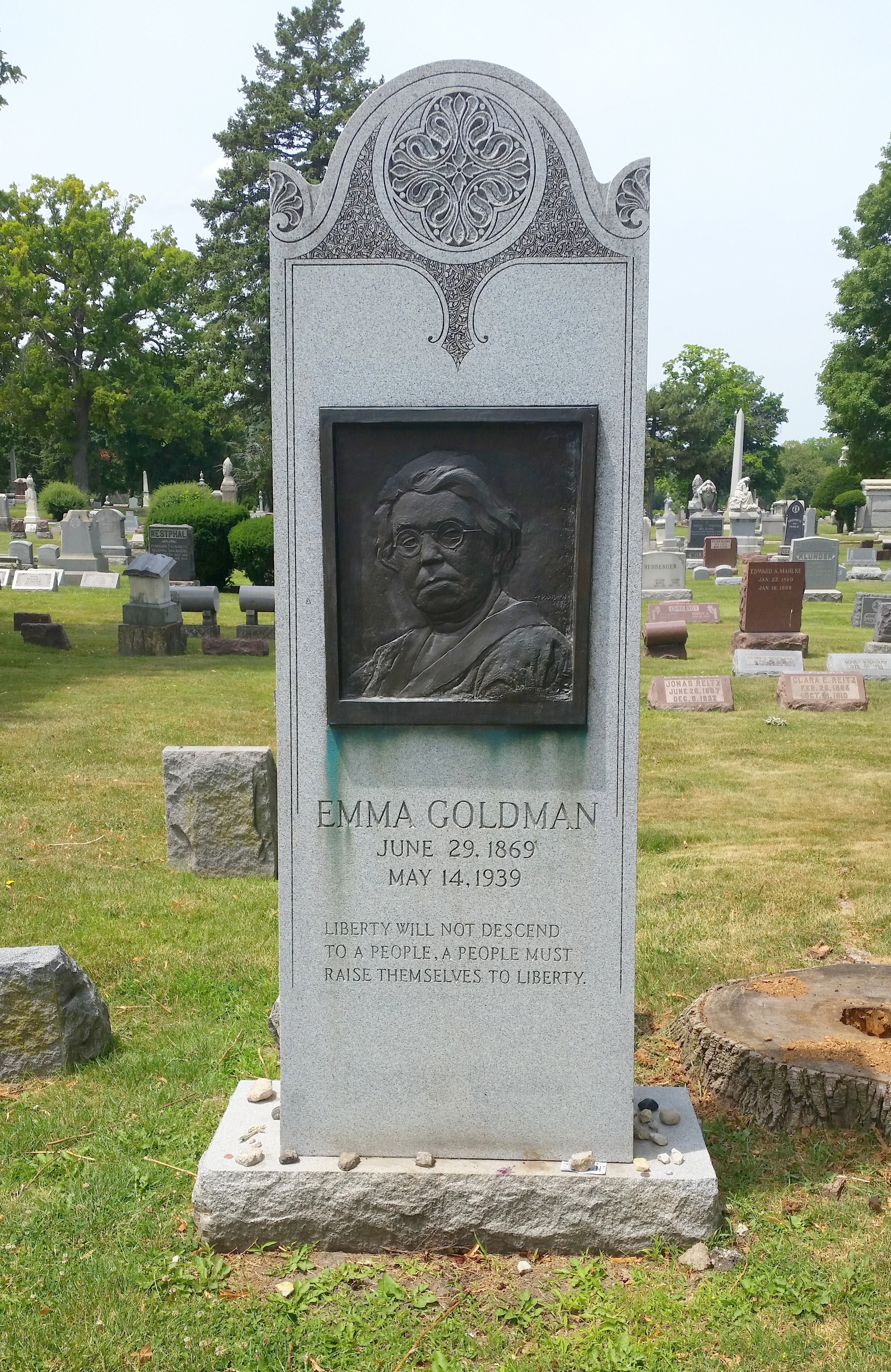
Emma Goldmans Grab 2016. Geburtsdatum und Todesjahr auf dem Grabstein sind falsch.

Emma Goldman starb am 14. Mai 1940 im Alter von 70 Jahren nach einem Schlaganfall in Toronto, Kanada. Die US-Behörden erlaubten die Überführung ihres Leichnams in die USA, wo sie auf dem Deutschen Waldheim-Friedhof beigesetzt wurde. Dieser ist heute Teil des Forest Home Cemetery in Forest Park, Illinois, einem Vorort von Chicago. Ihr Grab liegt in der Nähe der Gräber der Hingerichteten des Haymarket Aufstandes. Auf ihrem Grabstein steht ein Zitat von Charles Caleb Colton (1777–1832): „Liberty will not descend to a people, a people must raise themselves to Liberty“ („Freiheit steigt nicht zu einem Volk herab; ein Volk muss sich selbst zur Freiheit erheben“). Weil der Stein lange nach ihrem Tod errichtet wurde, gibt er sowohl ihr Geburts- als auch ihr Sterbedatum falsch wieder.

## Positionen

### Anarchismus
Emma Goldman war zu ihren Lebzeiten eine der bekanntesten Anarchistinnen der Vereinigten Staaten. Goldman lehnte den Staat, die kapitalistische Wirtschaft und Religion ab und sah diese als unterdrückend und dem menschlichen Streben nach Freiheit entgegenstehend an. Sie stützte Kropotkins These, dass die Menschen von Natur soziale Wesen seien. Nur die Zerstörung der gesellschaftlichen Institutionen, die dem entgegenstünden, könnte die Solidarität wirklich freisetzen. Das Ziel der befreiten Gesellschaft ist für Goldman der möglichst freie Ausdruck aller versteckten Fähigkeiten und Individuen.
In ihren Arbeiten verwies sie vor allem auf Proudhon, Bakunin und Kropotkin. Weitere Bezüge finden sich zu Stirner, Nietzsche, Ibsen und Freud.

### Frauenbefreiung und freie Liebe
Goldman verknüpfte anarchistische mit feministischen Positionen, indem sie die Missstände, die zur Unterdrückung des weiblichen Geschlechts führten, als gesamtgesellschaftliches Problem begriff. Die Unterdrückung der Frau setzt sie mit der Unterdrückung der Bevölkerung gleich und fordert danach einen gleichzeitigen Kampf für die Verbesserung der Lebensbedingungen der Frau mit dem für eine befreite Gesellschaft. Die wahre Emanzipation schließt für sie die Männer ein.
Goldman lehnte die reine Gleichstellung der Frau mit dem Mann in einem hierarchischen System ab und vertrat in ihren Vorstellungen die Idee starker, selbstbewusster, selbstbestimmter Frauen, die sich ihrer Fähigkeiten, ihres Körpers und ihrer Sexualität bewusst sind.
Ein weiteres Feld von Goldmans Aktivität betraf die Forderung der freien Geburtenkontrolle für die Frau, die sie etwa mit Vorträgen über Empfängnisverhütung unterstützte, und das Recht auf Abtreibung. Ungewollte Schwangerschaften schaffen nach Goldman unglückliche Kinder und verstärken wirtschaftliche Nöte und Abhängigkeiten der Frau.
Nur unter der Vorgabe der Freiwilligkeit sah Goldman eine Möglichkeit zum selbstbestimmten Zusammenleben von Individuen. Sie befürwortete die freie Liebe und lehnte die Ehe als rein ökonomisches Instrument ab, das zu Abhängigkeit führe, tradierte Moralvorstellungen festige und sowohl Mann als auch Frau in ihrer Emanzipation behindere.

### Antimilitarismus
Emma Goldman wandte sich stark gegen das Militär, das sie als Instrument zur Unterdrückung sowohl anderer Nationen als auch der Soldaten sah. Besonders kritisch betrachtete sie die USA, die schon in ihrer Zeit zur Weltmacht aufgerüstet waren. Schon in der Schule würden, wie sie 1911 schrieb, „Kinder in militärischer Taktik geübt, der Ruhm militärischer Siege stundenplanmäßig besungen und das kindliche Bewusstsein pervertiert, um der Regierung zu gefallen“. Ein stehendes Heer und Marine wurde von Goldman als Zeichen von Zerfall der Freiheit gewertet. Goldman begriff die Anarchisten als „einzige wirkliche Advokaten des Friedens“ und die einzigen, die sich gegen den Militarismus wenden. Sie erwartete, dass sich auch die anderen Menschen eines Tages solidarisch verhielten, das Militär und den Krieg boykottieren und sich friedlich und frei zusammenschließen werden.
1925 war Emma Goldman auf der internationalen Konferenz der pazifistisch-antimilitaristischen War Resisters’ International (WRI) in Hoddeston (Herts.) England, wo sie u. a. Helene Stöcker und Pierre Ramus traf. Über Krieg bemerkte sie grundsätzlich, dass er „nur einen Höhepunkt in der dauernd vom Staate ausgeübten Unterdrückung darstelle. Der Staat selbst ist die ausgesprochenste Form der Unterdrückung. Er greift in jede Lebenssphäre ein und wirkt daher als andauernder Zwang.“ (1925) Dem Staat stehe nicht das Recht zu, über das menschliche Leben zu verfügen. Es gelte vielmehr, gegen Krieg wirksamen Widerstand zu leisten.

## Zitate
“The most violent element in society is ignorance”

„Das gewalttätigste Element der Gesellschaft ist Unwissenheit.“

“If I can’t dance, I don’t want to be part of your revolution”

„Wenn ich nicht tanzen darf, möchte ich an eurer Revolution nicht beteiligt sein (frei übersetzt)“

„Wir Amerikaner behaupten, ein friedliebendes Volk zu sein. Doch wir schäumen über vor Freude über die Möglichkeit, Bomben aus Flugzeugen auf hilflose Zivilisten werfen zu können. Unsere Herzen schwellen vor Stolz bei dem Gedanken, dass Amerika im Laufe der Zeit seinen eisernen Fuß auf den Nacken aller anderen Nationen setzen wird. Das ist die Logik des Patriotismus.“

„Guckt euch die 5th Avenue an! Jedes Haus ist eine Festung des Geldes und der Macht. Wacht auf! Traut euch endlich, eure Rechte zu verteidigen! Geht hin und fordert Arbeit! Wenn sie euch keine Arbeit geben, fordert Brot! Wenn sie es euch verweigern, holt es euch! Es ist euer Recht!“

„Ich mag verhaftet werden, ich mag ins Gefängnis geschmissen werden, aber ich werde nie Ruhe geben! Ich werde nie Autoritäten dulden oder mich ihnen fügen, noch werde ich Frieden machen mit einem System, das Frauen zu nichts als einem Brutkasten degradiert!“

## Nachleben
Goldman gilt als eine der bekanntesten Anarchistinnen weltweit. Im Zuge des erstarkenden Feminismus kam es vor allem in den 1970er Jahren zu einer erneuten Auseinandersetzung mit der zuvor in Vergessenheit geratenen Goldman und der Wiederveröffentlichung ihrer Texte. Auch wenn es immer wieder vor allem feministische Auseinandersetzungen mit Goldman gab, galt sie innerhalb der Politischen Theorie über lange Zeit nicht als ernstzunehmende und eigenständige politische Theoretikerin.
Die kanadische Dramatikerin Carol Bolt verfasste 1974 das sozialkritische Theaterstück Red Emma, Queen of the Anarchists, in dem sie den glühenden Feminismus Emma Goldmanns feierte. Das Stück blieb derart populär, dass es 1996 von der Canadian Opera Company als Oper adaptiert wurde. Auch das von Howard Zinn verfasste Stücke Emma (2002) und Ethel Mannins Roman Red Rose (1941) basieren auf dem Leben Goldmans.

## Werke

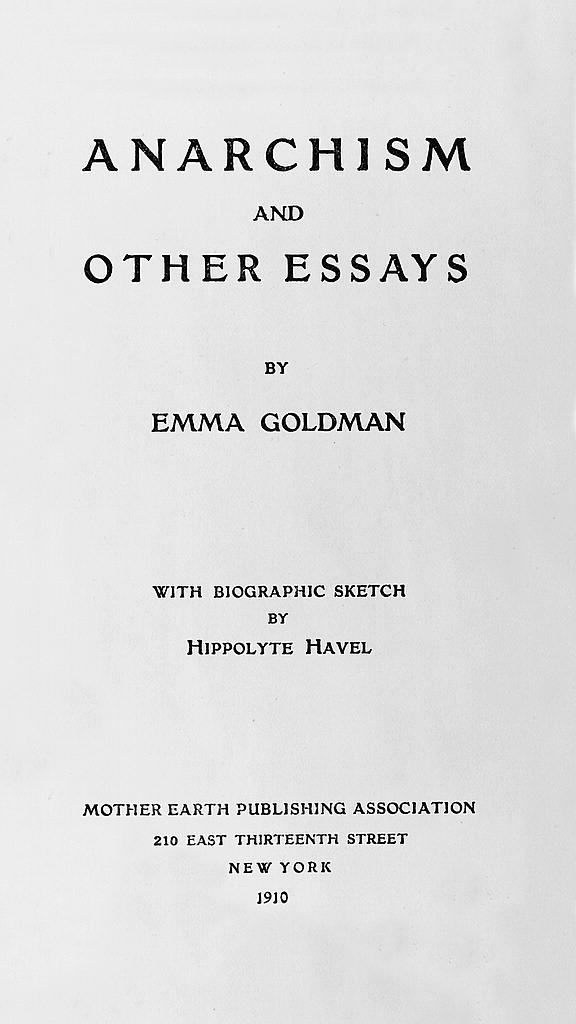
Titelblatt von Anarchism and Other Essays von 1910

- Anarchism and Other Essays. Mother Earth Publishing Association, New York 1910.
  - Auszüge:
    - Anarchismus, seine wirkliche Bedeutung. Libertad Verlag, Berlin 1978.
    - Das Tragische an der Emanzipation der Frau. K. Kramer Verlag, Berlin 1987.

  - vollständige Ausgabe:
    - Anarchismus & andere Essays. Unrast Verlag, Münster 2013, ISBN 978-3-89771-920-0.
- The Social Significance of the Modern Drama. Richard G. Badger, Boston 1914.
- My Disillusionment in Russia. Doubleday, Page & Company, Garden City/New York 1923; vollständige Ausgabe 1925.
- My Further Disillusionment in Russia. Doubleday, Page & Company, Garden City/New York 1924.
- Living my Life. 2 Bände. Alfred A. Knopf, 1934.
  - Gelebtes Leben. Übersetzung Renate Orywia, Sabine Vetter. Karin Kramer Verlag, Berlin 1978.
    - Band 1. ISBN 3-87956-069-2
    - Band 2. ISBN 3-87956-095-1
    - Band 3. ISBN 3-87956-111-7

  - Gelebtes Leben. Autobiographie. Übersetzung Marlen Breitinger. Mit einem Vorwort von Ilija Trojanow. Edition Nautilus, Hamburg 2010, ISBN 978-3-89401-731-6. (928 Seiten, 48 Seiten Fotos).
- Voltairine de Cleyre. Oriole Press, Berkeley Heights, New Jersey, USA.
- Niedergang der russischen Revolution. K. Kramer Verlag, Berlin 1987, ISBN 3-87956-193-1.
- Meine zwei Jahre in Russland – Internet Archive, V. Lenzer Verlagskollektiv, München 2020.
- Emma Goldman: Red Emma Speaks. Selected Speeches and Writings of the Anarchist and Feminist Emma Goldman. Random House, New York 1972.
- Frank Jacob (Hg.): Emma Goldman oder: Freiheit um jeden Preis, Dietz Verlag, Berlin 2023, ISBN 978-3-320-02408-6.

## Andere Medien

### TV-Film
- Emma Goldman.American Experience, Public Broadcasting Service (Video in 2 Teilen auf YouTube, hochgeladen am 14. Mai 2019)

### Theater
- Howard Zinn: Emma. South End Press, Cambridge MA 2002, ISBN 0-89608-664-X.[25] Auch im Sammelband: Three Plays: The Political Theater of Howard Zinn: Emma, Marx in Soho, Daughter of Venus. Beacon Press, 2010, ISBN 0-8070-7326-1.
- Tine Rahel Völcker: Die gefährlichste Frau Amerikas, rua. Kooperative für Text und Regie 2024.[26] Auftragswerk des Staatstheaters Augsburg. Uraufführung: 17. Februar 2024, Staatstheater Augsburg, Regie: Nicole Schneiderbauer.[27][28]

## Musik
- Im Musical „Ragtime“, Text Terrence McNally, Musik Stephen Flaherty, ist eine der zehn Hauptfiguren der US-amerikanischen Geschichte Emma Goldman.
- In Klezmer 1993. New York City – the tradition continues on the Lower East Side heißt ein Stück (von 9) Emma Goldman’s wedding. Interpreten: Billy Tipton Memorial Saxophone Quartet; New Klezmer Trio; Klezmatics; Shvitz All-Stars. EfA-Medien, Hamburg o. J. (1994).[29]
- In der Popmusik heißt eines von 14 Stücken des Samplers Passion, politics, love: Emma Goldman. Interpret: Bucky Halker and the Complete Unknowns. BSC Music, Icking o. J. (1996).[30]
- Das Stück When Alexander met Emma der Band Chumbawamba handelt von ihrer Liebe zu Alexander Berkman. (Vom Album A Singsong and a Scrap, 2005).
- Das Stück Revolution (Emma G.) der Ska-Punk-Band Rantanplan (Band) greift ihre Einstellung gegenüber der Revolution auf.